# Tetanorhynchus borero
Tetanorhynchus borero is een rechtvleugelig insect uit de familie Proscopiidae. De wetenschappelijke naam van deze soort is voor het eerst geldig gepubliceerd in 1957 door Rehn.